# シグマ アルドリッチ ジャパン
シグマ アルドリッチ ジャパン合同会社（英: Sigma-Aldrich Japan）は、東京都目黒区に本社を置く試薬の製造販売会社。
シグマ アルドリッチ（英: Sigma-Aldrich）の日本法人である。

## 沿革
- 1978年 - アルドリッチ･ジャパン･インクとして設立
- 1994年 - 千葉県市川市に物流センターを開設。スペルコ買収に伴い､アルドリッチ･ジャパン･インクとスペルコ･ジャパンを統合し、シグマ･アルドリッチジャパン株式会社(SAJ)を設立
- 1997年 - 大阪営業所を新大阪西浦ビルに移転
- 1999年 - 本社を東日本橋スカイビルに移転
- 2003年 - 本社を天王洲セントラルタワービルに移転
- 2004年 - 事業統合により、シグマジェノシスジャパン株式会社を、シグマ アルドリッチ ジャパン株式会社ジェノシス事業部とする。
- 2012年 - シグマ アルドリッチ ジャパン合同会社に組織変更
- 2015年 - 独メルクの傘下となる。

## 事業所
営業所
- 大阪営業所　大阪市淀川区西宮原2-7-38新大阪西浦ビル

物流センター
- 市川物流センター　千葉県市川市大町368

事業所
- 石狩事業所 - オリゴDNA、RNA、ペプチド、抗体の受託生産　北海道石狩市新港西1丁目777-13

## 関連会社
- シグマ アルドリッチ
- メルク (ドイツ)
- メルクミリポア